# Polanie

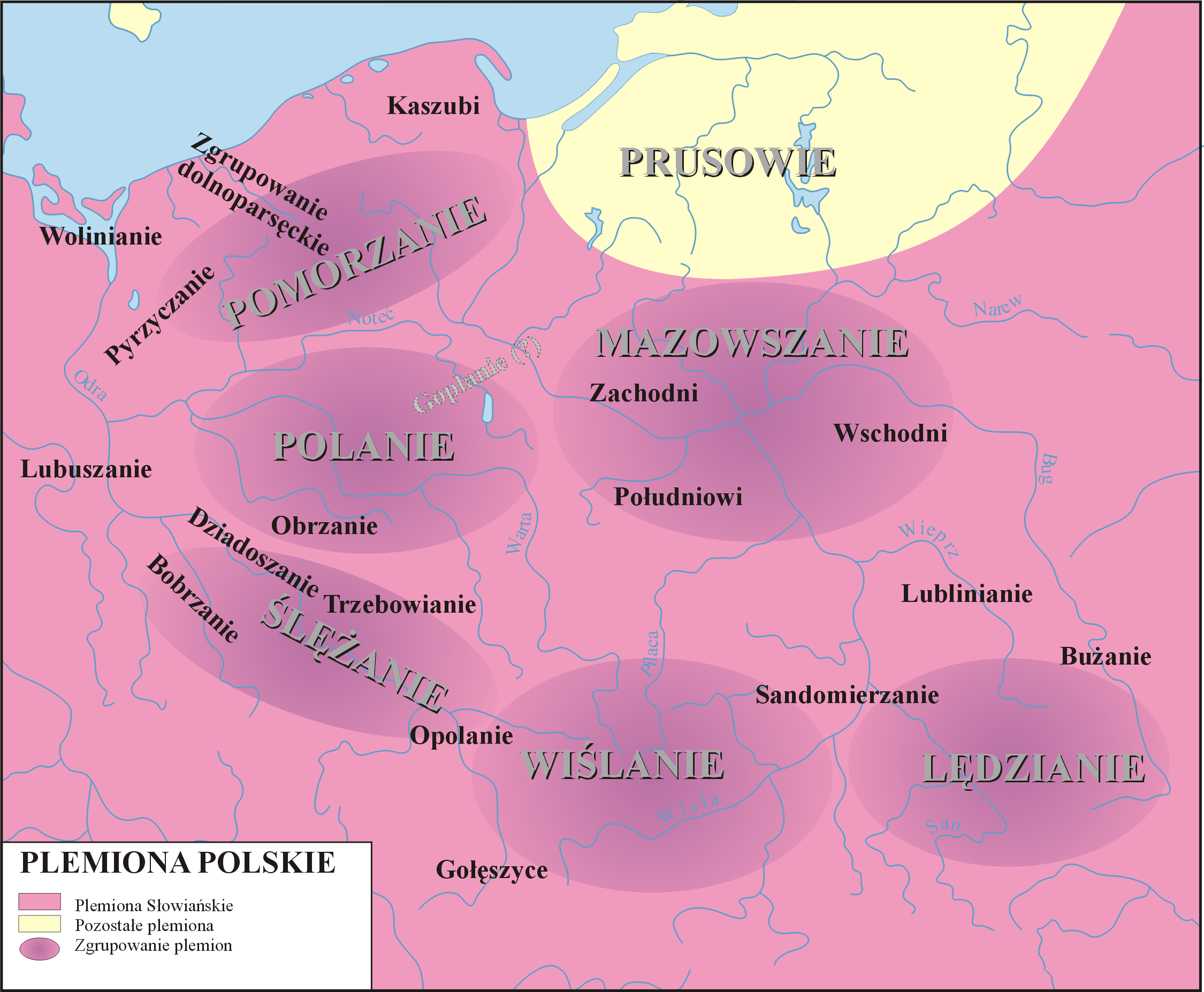
Plemiona polskie

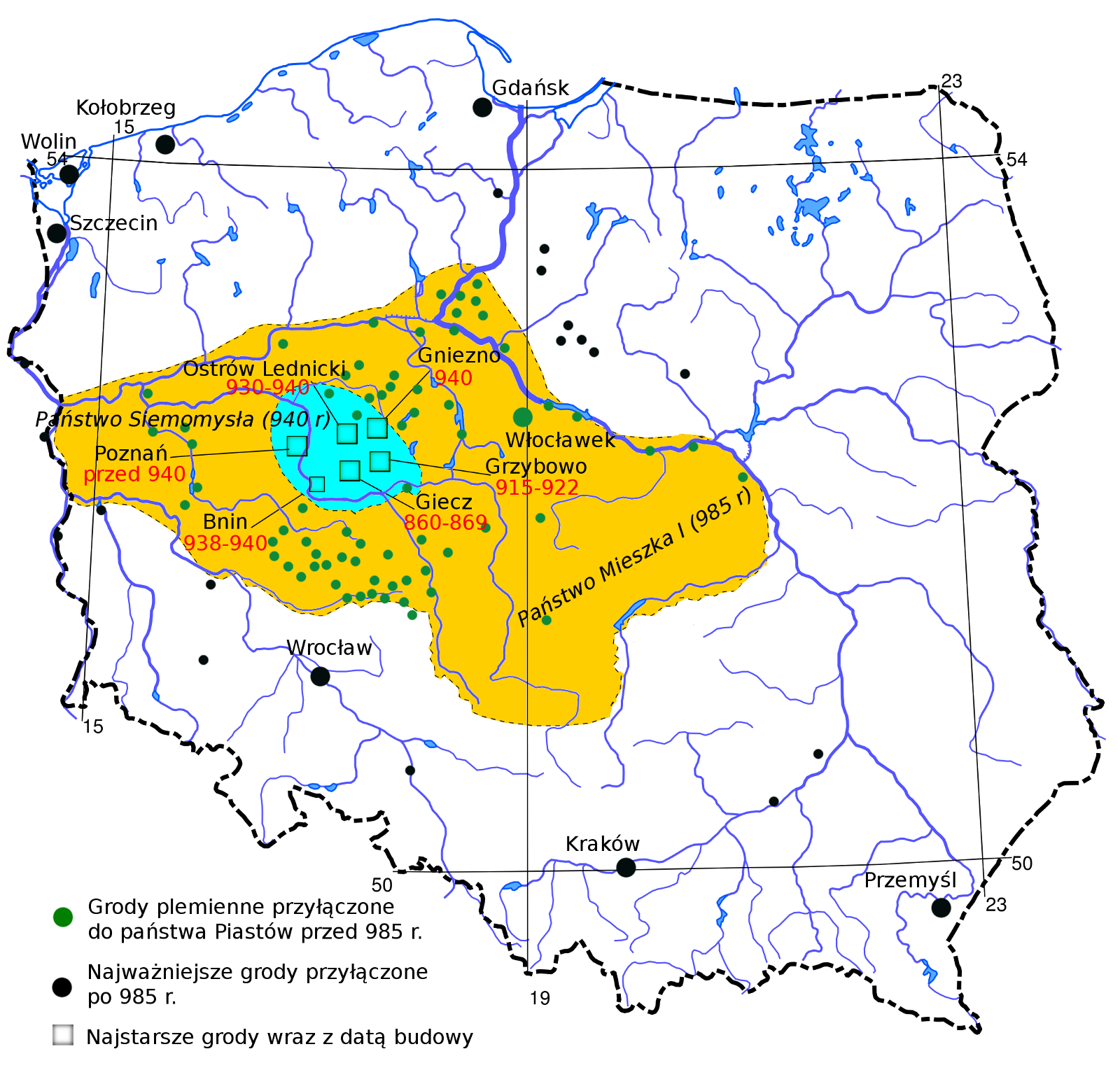
Zasięg domniemanego państwa Siemomysła i jego syna Mieszka I (datowanie dendrochronologiczne grodzisk)

Polanie – nazwa domniemanego plemienia zachodniosłowiańskiego z grupy plemion lechickich zamieszkującego Pojezierze Wielkopolskie, które miało doprowadzić do powstania pierwszego państwa na ziemiach dzisiejszej Polski. Z plemienia Polan wywodziła się dynastia Piastów. Obecnie nazwa Polanie, nie do końca poświadczona na okres wczesnego średniowiecza, jest kwestionowana. Zamiast dużego związku plemiennego Polan archeolodzy wyznaczają w Wielkopolsce siedziby kilku bezimiennych plemion słowiańskich (grup etnicznych), nie rozstrzygając o drogach wzrostu władzy ponadplemiennej wśród nich.

## Nazwa
Nazwa Polan pochodzi najprawdopodobniej od rolniczego charakteru ich gospodarki (pole). Opolami nazywano najstarsze jednostki terytorialne Słowian tworzone jeszcze w czasach przedpaństwowych, od połowy pierwszego tysiąclecia. Członkowie lokalnego związku osiedleńczego skupieni byli wokół pola uprawnego stanowiącego podstawę bytu całej społeczności. Od nazwy terytorium na jakim mieszkali nazywano ich Opolanami czyli ludźmi mieszkającymi wokół pola uprawnego.

Wzrost zaludnienia u Lechitów nadwarteńskich wywołać musiał wcześnie potrzebę rolnictwa, tj. przemiany lasów na pola, od których nazwano ich „polanami”, czyli „polakami”. Najtrafniej określił początek tej nazwy Długosz: „Lechitowie, ci zwłaszcza, którzy na polach siedzieli, zostali przez inne pokrewne sobie drużyny, koczujące po lasach, nazwani Polanami, tj. pól mieszkańcami, a ta nazwa tak się potem między ludźmi utarła, że dawne nazwisko (Lechitów) poszło w zapomnienie, a naród i kraj wszystek począł mianować się Polską”. W którym wieku to nastąpiło, nie podobna dzisiaj ściśle oznaczyć. W każdym razie Kromer zdaje się być bliskim prawdy, pisząc w wieku XVI: „Nazwisko Polaków ledwie od siedmi albo ośmi set lat do używania weszło”. W najdawniejszych świadectwach, jakie mamy z końca X wieku, nazwę Polski pisano po łacinie: Polonia i Polenia, a Bruno, pisząc żywot św. Wojciecha około r. 1000, nazywa Polaków: Polani, Poloni i Poloniani.

Gramatycznie nazwa Polanin składa się z dwóch członów Pol oznaczającej pole uprawne lub wyznaczoną przestrzeń oraz końcówki -anin, która w języku polskim oraz innych językach słowiańskich służy do tworzenia nazw odśrodowiskowych nazywających osobę od jego terytorialnego lub etnicznego pochodzenia. Polski formant -anin wywodzi się z języka prasłowiańskiego, ze skrzyżowania dwóch prasłowiańskich formantów – -enin(ь), oraz -janin(ь) za pomocą których tworzone są nazwy związane z przynależnością grupową osób pochodzących z jednego miejsca np. krakowi-anin osoba pochodząca z Krakowa, ziemia-anin mieszkaniec planety Ziemia, Podhal-anin pochodzący z Podhala, Rzymi-anin obywatel miasta Rzym oraz notowany już w średniowiecznych dokumentach z 1400 roku mieszcz-anin czyli osoba pochodząca z miasta. Formant ten używany jest również do określenia powinowactwa niezwiązanego z zajmowanym obszarem, a np. z wyznawaną religią, światopoglądem np. chrześcij-anin, muzułm-anin, pog-anin, rastafari-anin. Nazwa Polanie jest etnonimem – nazwą etniczną.
Według innej teorii wywodzi się od słowa plemię – współplemiennik, człowiek związany więzami krwi, mający te same wierzenia. Niektórzy lingwiści twierdzą, że być może jest to związane z pierwotną formą organizacji plemiennej – opola, będącego pewną odmianą ludowładztwa z obieralnym władcą, wspólną własnością ziemi i rodem jako podstawą społeczną.

## Źródła historyczne wymieniające Polan

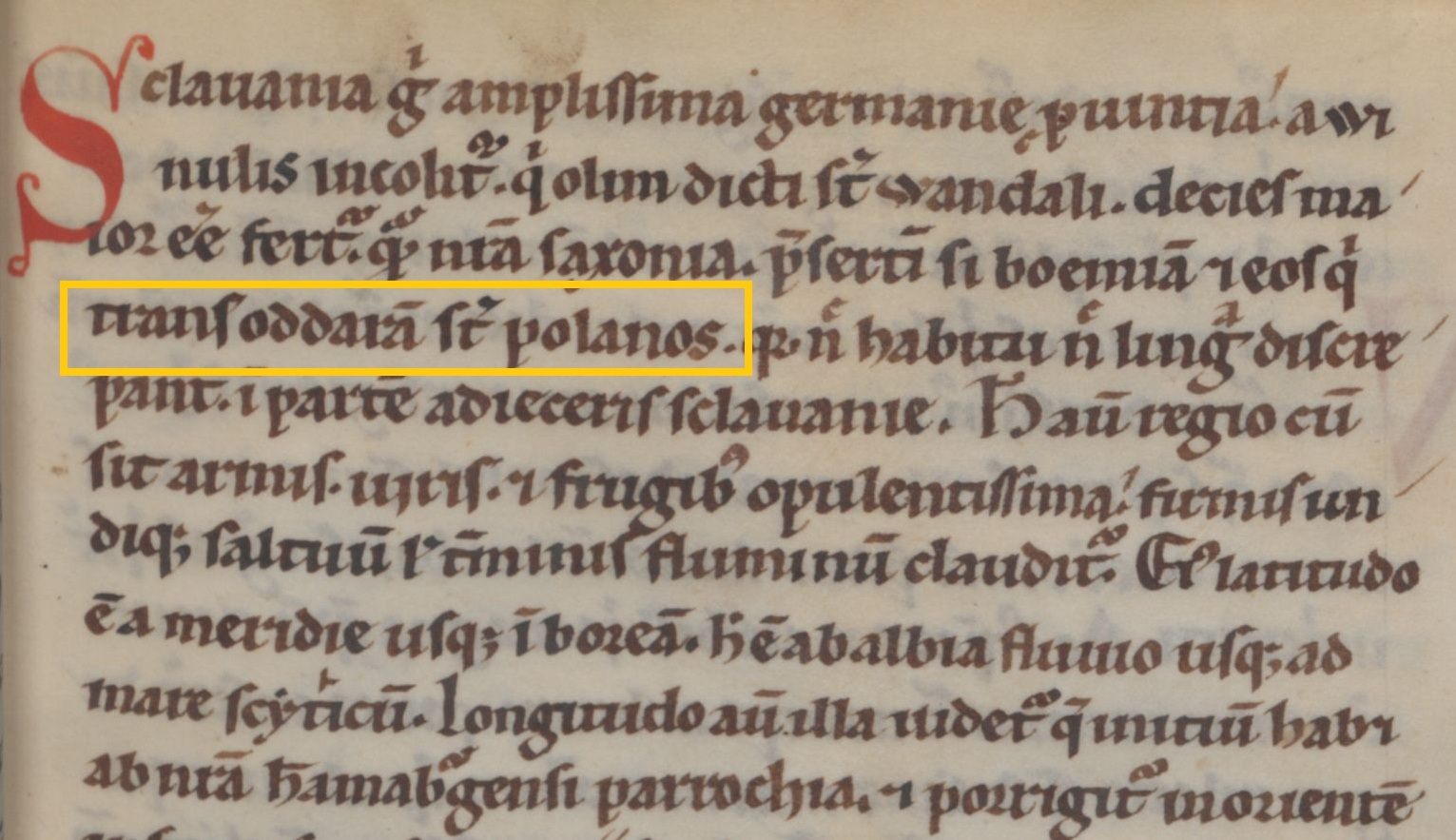
Fragment XI-wiecznych „Gesta Hammaburgensis ecclesiae pontificum” Adama z Bremy wymieniający Polan żyjących wzdłuż Odry „trans Oddaram sunt Polanos”.

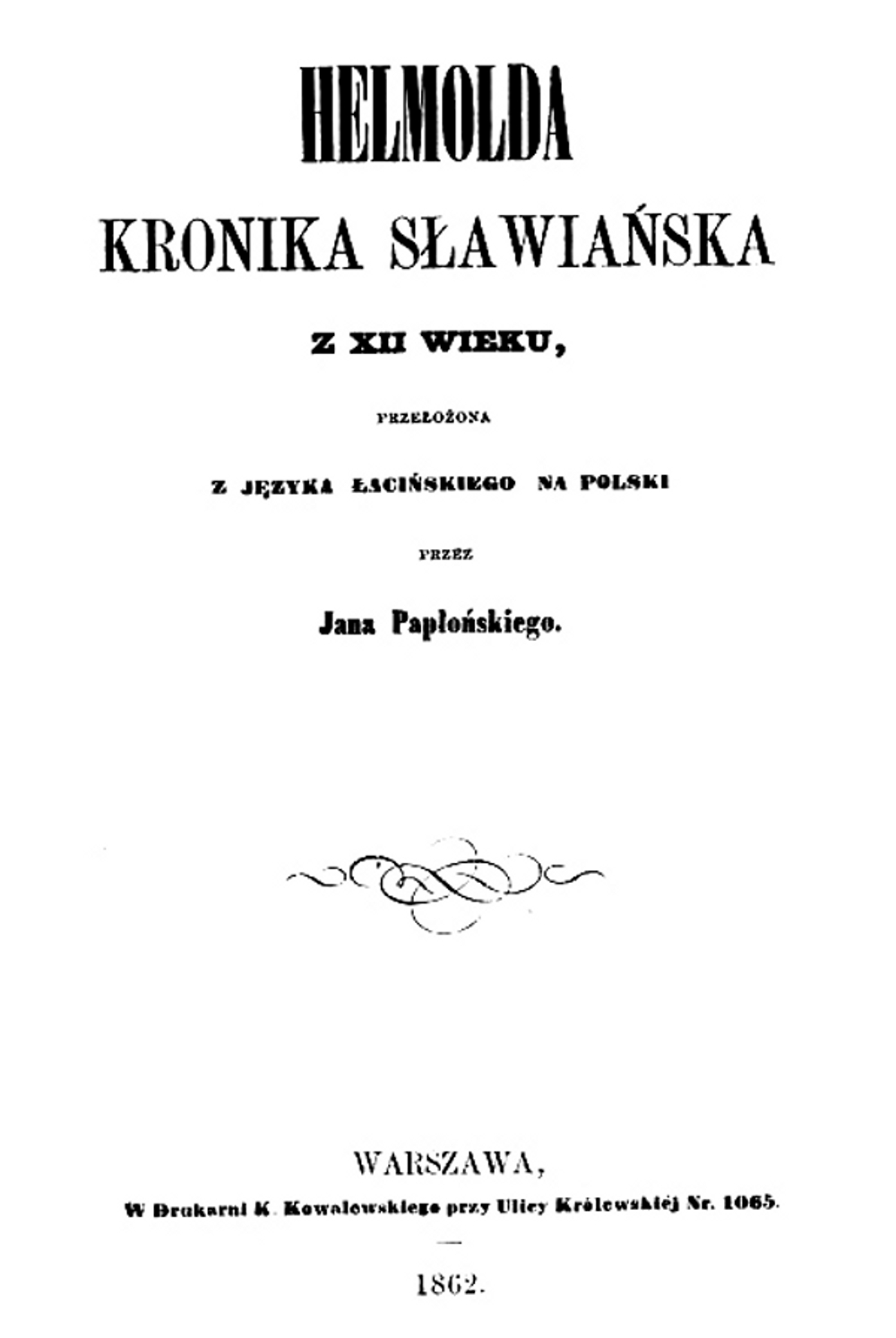
Kronika Słowian mnicha Helmolda wydana po polsku w 1862 w Warszawie w tłumaczeniu Jana Papłońskiego jedno z XII w. źródeł wymieniających plemię Polan.

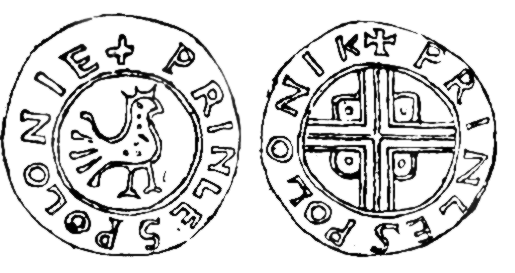
Denar Princes Polonie z XI w. z łacińskim określeniem Polski bity przez mennicę książęcą Bolesława Chrobrego.

Nazwę "Polanie" wymieniają dość liczne średniowieczne kroniki i dokumenty, lecz nie jest pewne, czy dotyczy ona nazwy plemienia, czy jest to synonim nazwy Polaków, mieszkańców Polski. Wszystkie źródła historyczne wymieniające tę nazwę powstały bowiem długo po zakończeniu okresu plemiennego, a najstarsze pochodzą z czasu panowania Bolesława Chrobrego.
Pierwszy raz nazwa pojawia się pod koniec X wieku, kiedy to datowany na lata 998–999 Vita s. Adalberti, znany na ziemiach polskich jako Żywot pierwszy św. Wojciecha, wspomniał o „Bolizlav Polanorum duce” w kontekście roku 995. Współczesny historyk tłumaczy ten tytuł jako „Bolesław książę Polan”.
Po raz kolejny Polanie zanotowani zostali w historycznym traktacie Gesta Hammaburgensis ecclesiae pontificum spisanym w latach 1075–1080 przez niemieckiego kronikarza i geografa Adama z Bremy. Wymienia on Polan oraz słowiańskie plemiona z nimi sąsiadujące. Za strefę graniczną pomiędzy Słowianami połabskimi z plemion wieleckich oraz lucickich a Pomorzanami i Polanami uznaje on rzekę Odrę. Według jego relacji ziemia Polan graniczy z ziemiami pomorskimi, pruskimi, czeskimi i rozciąga się aż po granice państwa ruskiego: Trans Oddoram fluvium primi habitant Pomerani, deinde Polani, qui a latere habent hinc Pruzzos, inde Behemos, ab oriente Ruzzos czyli w języku polskim Wzdłuż rzeki Odry pierwsi żyją Pomorzanie, dalej Polanie, którzy graniczą z Prusami, Czechami, a na wschodzie z Rusami. W tekście wymienia również kilkukrotnie Polskę w różnych odmianach Polonia, rege Polanorum Bolizlao itp.
Kolejnym źródłem średniowiecznym notującym istnienie polskiego plemienia Polan jest staroruski latopis z 1113 roku ruskiego kronikarza Nestora zatytułowany Powieść minionych lat  , który pisze w nim, że:

Волохомъ бо нашедшим на Словены на Дунаискыє, и сѣдшимъ в нихъ, и насилѧющимъ имъ. Словѣне же ови пришєдшє и сѣдоша на Вислѣ, и прозвашасѧ Лѧховѣ, а от тѣхъ Лѧховъ прозвашасѧ Полѧне, Лѧховѣ друзии – Лютицѣ, инии Мазовшане, а нии Поморѧне. Тако же и тѣ же Словѣне, пришедше, сѣдоша по Днепру и наркошасѧ Полѧне а друзии Деревлѧне, зане сѣдоша в лѣсѣхъ [...] Полѧномъ жеживущи особѣ по горамъ симъ, и бѣ путь из Варѧгъ въ Грѣкы, и изъ Грѣкъ по Днепру

Gdy bowiem Wołosi naszli Słowian dunajskich, i usadowiwszy się między nimi ciemiężyli ich, Słowianie owi przyszedłszy siedli nad Wisłą i przezwali się Lęchami, a od tych Lęchów przezwali się jedni Polanami, drudzy Lęchowie Łużyczanami, inni Mazowszanami, inni Pomorzanami. Tak samo i ciż sami Słowianie przyszedłszy siedli nad Dnieprem i nazwali się Polanami, a drudzy Drewlanami, przeto że siedli w lasach [...] Gdy Polanie żyli z osobna po górach tych, był szlak z Waregów do Grecyi, a z Grecyi Dnieprem [...]

Polan dwukrotnie wymienia również mnich Helmold w swoim dziele „Kronika Słowian” spisanym po łacinie w latach 1163–1172. W rozdziale I O podziale Słowian poświęconemu opisowi ziem zamieszkanych przez plemiona słowiańskie pisze:

Slavorum igitur populi multi sunt habitantes in litore Balthici maris. Sinus huius maris ab occidentali occeano orientem versus porrigitur. Appellatur ideo Balthicus (...) idemque mare barbarum seu pelagus Schiticum vocatur a gentibus, quas alluit, barbaris. Hoc mare multae circumsedent naciones. Dani siquidem ac Sueones, quos Northmannos vocamus, septentrionale litus et omnes in eo continent insulas. At litus australe Slavorum incolunt nationes, quorum ab oriente primi sunt Ruci, deinde Polani, habentes a septentrione Pruzos, ab austro Boemos et eos qui dicuntur Marahi sive Karinthi atque Sorabi.

czyli w tłumaczeniu na język polski:

Mnogie są ludy Słowian zajmujące wybrzeże Morza Bałtyckiego. Zatoka tego morza skierowana jest od oceanu zachodniego ku wschodowi. Nazywa się ono Bałtyckim (...) To samo morze nazywa się również Barbarzyńskim albo Morzem Scytyjskim od barbarzyńskich ludów, które oblewa. Wokół tego morza siedzą mnogie ludy; mianowicie Duńczycy i Szwedzi, których nazywamy Normanami, zajmują wybrzeże północne i wszystkie wyspy. Południowe zaś wybrzeże zamieszkują ludy Słowian; pierwszymi z nich są Rusowie; dalej idą Polanie mający od północy Prusów, od południa Czechów oraz tych, którzy nazywają się Morawami albo Karyntami i Sorabami.

Chociaż nazwa plemienia Polan pojawia się w źródłach w XI i XII wieku to wcześniejsze średniowieczne źródła już od X wieku wielokrotnie wymieniają Polskę jako kraj oraz notują polskich władców:
- najstarsza wzmianka o Polanach/Polsce wyszła w latach 998–999 spod pióra Jana Canapariusa, opata rzymskiego klasztoru św. Bonifacego i Aleksego, wspominająca o Sobiesławie (Sobieborze) Sławnikowicu, który zbrojnie wyruszył cum Bolizlauo Palaniorum duce czyli z Bolesławem księciem polskim (Vita I)
- najstarsze źródło, które zanotowało nazwę kraju „Polan”, to lista hymnów spisana w Reichenau ok. 1001 r. W jednej ze zwrotek tzw. sekwencji św. Wojciecha czytamy, że: Polania ergo tanti sepeliens floret martyryii pignora[15]
- najstarszym źródłem lokalnym są monety Bolesława Chrobrego opatrzone: PRINCE[P]S POLONIE datowane na 1003–1005 r.[16][17]

## Krytyka i kontrowersje
Nazwy Polan nie wymienia tzw. Geograf Bawarski, główne źródło naszej wiedzy o geografii plemiennej ziem dzisiejszej Polski w IX wieku nie zna tego plemienia. Stąd też powstała hipoteza, nawiązująca do wymowy kroniki Anonima zwanego Gallem, głosząca, że Polanie byli początkowo podporządkowani plemieniu Goplan (Glopeani u Geografa Bawarskiego), a śladem przejęcia przez nich władzy jest legenda o Popielu i Piaście. Stolicą Goplan i ich rządzącej dynastii „Popielidów” była zapewne Kruszwica, na co wskazuje nie tylko legenda dynastyczna, ale także wyniki badań archeologicznych (wczesny gród plemienny w Mietlicy). Hipoteza Gerarda Labudy sugeruje, że jednostka ponadplemienna posiadająca 400 grodów nie mogła zniknąć ze sceny dziejowej jak jakaś efemeryda, i że pod nazwą Goplan (i Glopeani) faktycznie ukrywają się Polanie. Te wersje zdarzeń zakwestionował profesor Przemysław Urbańczyk z Instytutu Archeologii i Etnologii PAN, odnosząc się do tezy przedstawionej przez niemieckiego historyka Johannesa Frieda.
Nazwa choronimu Polonia i etnonimu Poloni pojawia się ok. 1000 r. nagle, i pomimo iż raczej oczywisty jest związek ich źródłosłowu z polem, czyli: miejscem równym, odkrytym, uprawianym, wylesionym itp. (przy czym z czysto etymologicznego punktu widzenia najbardziej poprawne były zdaniem P. Urbańczyka wersje Polenia i Poleni Thietmara) to istnienia plemienia Polan na terenie późniejszej Wielkopolski, a priori założyć nie można. Przy okazji odrzuca podstawowe tezy Frieda, iż nazwę Polonia/Poleni nadał krajowi Chrobrego Otton III podczas zjazdu gnieźnieńskiego (nadanie nowego imienia przy chrzcie), gdyż w opinii samego Ottona III był on in Sclavania in civitae Gnesni ubi corpus beati martyris Ad[alberti... re]quiescit, a więc w kraju Słowian (Słowianii), w mieście Gnieźnie, gdzie spoczywa ciało błogosławionego męczennika Wojciecha, a o istnieniu Polan i Polonii pojęcia raczej nie posiadał, i doszukiwanie się pochodzenia nazwy od polewania (wodą podczas chrztu) uważa za kuriozalne.
Zatem z powodu braku wzmianek we wczesnych źródłach historycznych i rezultatów badań archeologicznych, współcześnie wyrażany jest pogląd, że plemię o nazwie Polanie mogło nigdy nie istnieć. Nazwa Polanie bywa w tym przypadku używana umownie w odniesieniu do plemienia lub plemion wielkopolskich, którym przypadła rola zapoczątkowania państwowości polskiej. Kwestionowanie istnienia Polan nie jest rzeczą nową, już w 1848 r. Aleksander Tyszyński tak pisał:

Polska nie nazwaną została od pola; kraj, o którym jego kronikarz l-szy mówił, iż był cały lasami okryty: Polonia regio est nemorosa (Gall), nie mógł być nazwanym od pola. Gdy więc pierwiastkiem wyrazu Polska, Polacy nie jest dźwięk pole, być musi przyimek po, który też był powszechnym u Słowian w odcienianiu imion właściwych (Po-morze, Po-lesie, Po-dole, Po-łowcy, Po-labij itp). [...] I nazwiska: Podlasie Pod-Lachią a Polesie Po-Lechią (po ma tu znaczenie od zewnętrznego względu) zapewne oznaczają; pierwiastkiem bowiem tych nazwisk nie mógł być las. Jako leżąca za lasem przy lesie pod lasem, może się uważać wioska, miasto (Zalesie, Przyborze, Podhajce i t. p), ale nie cała prowincya, sama zwłaszcza w lasy obfitująca.

## Pochodzenie i ekspansja
Plemię o identycznej nazwie (Polanie) znane jest z Powieści minionych lat jako zamieszkujące rejon Kijowa po obu stronach Dniepru. Zagadnienie związku pomiędzy tymi dwoma Polanami jest przedmiotem debat.
Trwa dyskusja naukowców na temat pierwotnej stolicy Polan. Wyniki ostatnich datowań dendrochronologicznych pokazują, że w Wielkopolsce na początku X wieku mamy do czynienia z horyzontem chronologicznym niszczenia plemiennych grodów obronnych powstałych w czasach przedpiastowskich. Nowe grody, które możemy wiązać właśnie z Polanami, powstają nie wcześniej niż ok. 930–940 (Grzybowo, Moraczewo, Kłecko, Ostrów Lednicki, Gniezno, Giecz) podczas gdy inne wznoszono ponownie (Poznań). Niezależnie od sprawy piastowskich grodów wczesnopaństwowych można rozpatrywać koncepcję miejsca centralnego wspólnoty terytorialnej (plemienia) zamieszkującego archeologiczną ziemię gnieźnieńską. Zdaniem Zofii Kurnatowskiej (2000) od samego początku rolę taką spełniało Gniezno, mimo że aż do ok. 940 r. nie było grodem. Od przełomu VIII i IX w. na Górze Lecha istniały miejsca kultu (na wyższej kulminacji w rejonie kościoła św. Jerzego oraz na niższej kulminacji, pod archikatedrą prymasowską). W Gnieźnie mogły już od tego czasu odbywać się ogólnoplemienne ceremonie kultowe, obrady wiecu i starszyzny oraz intronizacje książąt. Podobnego zdania jest prof. Hanna Kóčka-Krenz: Gniezno najprawdopodobniej było początkowo znaczącym ośrodkiem kultowym, świadczyć o tym mogą ostatnie badania pod kościołem św. Jerzego.
Niektórzy uczeni uważają, że Polanie wywodzili się z rejonu Giecza (prof. Zofia Kurnatowska, „Początki Polski”, Poznań 2000), inni natomiast wskazują na Kalisz (prof. Andrzej Buko). Argumentem wspierającym koncepcję „kaliską” jest to, że w rejonie kaliskim starsze grody plemienne nie były niszczone i palone, choć może to zjawisko być interpretowane także jako świadectwo pokojowej asymilacji tych grodów przez Polan. Poza tym niezniszczony pozostał również Giecz i otaczające go osady.
Jedna z koncepcji głosi, że po przejęciu władzy w Wielkopolsce centralnym grodem Polan stało się Gniezno, co wynikało z domniemanej kultowej roli znajdującej się tam świątyni pogańskiej, przejęcie kontroli nad którą dawało Piastom legitymizację władzy. Istnieją argumenty świadczące o tym, że pierwsze państwo Polan zwane było – państwem gnieźnieńskim. W dokumencie Dagome iudex wydanym pod koniec rządów Mieszka I użyta jest taka właśnie nazwa (Civitas Schinesghe). Również niektóre monety Bolesława Chrobrego noszą napis Gnezdun civitas. Kluczową rolę Gniezna (przede wszystkim religijną) w państwie pierwszych Piastów potwierdza także fakt złożenia tam szczątków św. Wojciecha oraz to, że Gniezno staje się centrum administracji kościelnej po przyjęciu chrześcijaństwa.
Teoria ta jest krytykowana przez innych badaczy, którzy sugerują, że Dagome Iudex – jako przepisywany przez osobę nie zorientowaną w problematyce ziem dzisiejszej Polski, jest dokumentem mało wiarygodnym, a pierwszym centrum administracji kościelnej po przyjęciu chrześcijaństwa, związanym z biskupami Jordanem i Ungerem, był najprawdopodobniej Poznań.
Obecnie obie koncepcje mają swoich zwolenników w świecie naukowym: w środowisku warszawskim (prof. Andrzej Buko, prof. Przemysław Urbańczyk, doc. Marek Dulinicz) – „teoria kalisko-gnieźnieńska”, w środowisku poznańskim (prof. Zofia Kurnatowska) – „teoria giecko-poznańska”.
Panuje zgodność co do tego, że ważną rolę na terenie Polan pełniły cztery grody:
- Poznań – najpotężniejszy z grodów, prawdopodobnie centrum administracyjne
- Gniezno – być może centrum kultu (odkrycia archeologiczne sugerują obecność pogańskiej świątyni, znaleziono tu bowiem niezwykłych rozmiarów kopiec usypany z kamieni, interpretowany jako miejsce kultu pogańskiego)
- Giecz – zdaniem prof. Zofii Kurnatowskiej gród, z którego rozpoczęła się ekspansja Piastów; utracił on jednak znaczenie, o czym świadczą niedokończone budowle z czasów pierwszych Piastów
- Ostrów Lednicki – ufortyfikowany ośrodek na wyspie z kościołem i palatium książęcym, być może siedziba Mieszka I i miejsce jego chrztu (znajdują się tam zagłębienia w podłodze kościoła, interpretowane jako baseny chrzcielne. Misa z zaprawy wapiennej znajduje się również w podziemiach katedry poznańskiej) i była niegdyś interpretowana również jako pozostałość baptysterium. Już jednak w latach 60. XX w. prof. Andrzej Tomaszewski udowodnił na podstawie analizy ikonografii zachodnioeuropejskiej, że tego rodzaju zagłębienia służyły jako miejsca mieszania zaprawy przy wznoszeniu kościołów. Ostatnio potwierdził tę diagnozę także prof. Przemysław Urbańczyk.

Rozstrzygnięcie, który z tych ośrodków mógł być stolicą pierwszego państwa Polan, jest niemożliwe. Wszystkie one, jak również i inne (np. Kalisz, Płock), stanowiły tzw. sedes regni principales (główna siedziba królestwa), czyli ośrodki władzy, w których znajdowały się m.in. książęce palatia. Książę sprawował władzę objeżdżając kolejno te ośrodki. Podobnie sprawowana była władza w państwie Karolingów i we wczesnym Świętym Cesarstwie Rzymskim.
Po opanowaniu Wielkopolski Piastowie rozpoczynają szeroko zakrojoną akcję budowy nowych grodów obronnych i rozpoczynają dalszą ekspansję terytorialną. Polanie opanowują:
- Pomorze Gdańskie i ziemię sandomierską – w latach 70. X w.
- Śląsk i Pomorze Zachodnie – w latach 80. X w.
- Mazowsze i Małopolskę – w końcu X w.